# Chariesthes nigroapicipennis
Chariesthes nigroapicipennis är en skalbaggsart som beskrevs av Stefan von Breuning 1977. Chariesthes nigroapicipennis ingår i släktet Chariesthes och familjen långhorningar. Inga underarter finns listade i Catalogue of Life.